# 발라클라바 (쓰개)

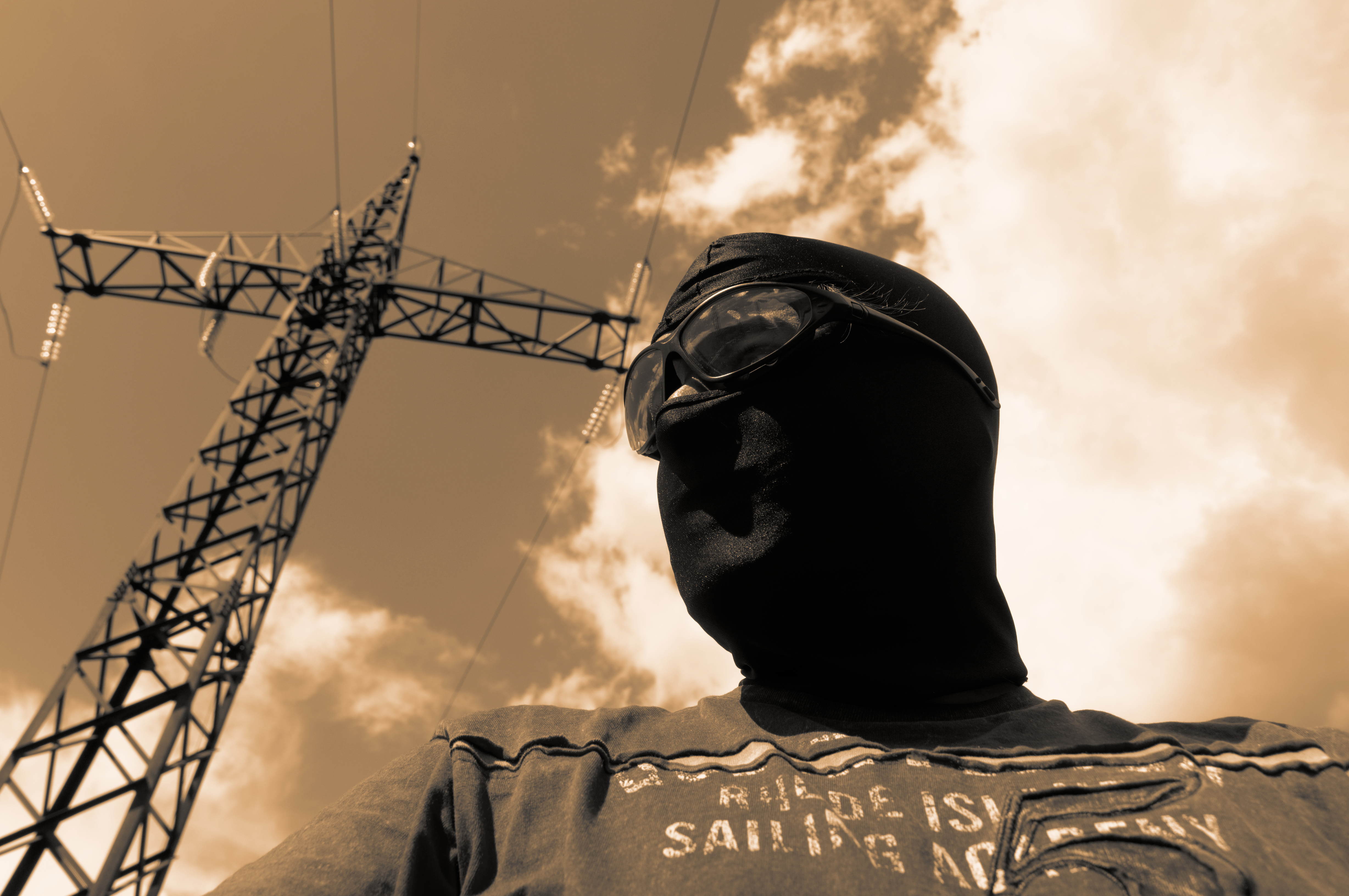
발라클라바

발라클라바(영어: balaclava, balaclava helmet, ski mask)는 특히 등산자, 군인, 스키어 등이 쓰는 털실로 짠 두건형 쓰개로, 머리와 목 및 어깨 위까지 덮는다.

## 같이 보기
- 쿠피야
- 비니
- 탈